# 616 Batalion Wschodni
616 Batalion Wschodni (niem Ost-Bataillon 616, ros. 616-й восточный батальон) – kolaboracyjny oddział wojskowy Wehrmachtu złożony z Rosjan podczas II wojny światowej

## Historia
Latem 1942 roku w rejonie okupowanego Briańska w składzie Ochotniczego Pułku "Desna" został sformowany 2 Batalion Kolejowy, na czele którego stanął Niemiec por. Munscheid. Miał trzy kompanie strzeleckie i jedną karabinów maszynowych. Trzon oddziału stanowili członkowie miejscowego samorządu rosyjskiego i policji pomocniczej. Później batalion zasili byli jeńcy wojenni z Armii Czerwonej. Na początku 1943 roku został on przemianowany na 616 Batalion Wschodni. Oddział był podporządkowany Grupie Bojowej "Jolasse", w I połowie maja tego roku Grupie Bojowej "Wagner", w II połowie maja XXXXVII Korpusowi Pancernemu, od początku czerwca 532 Obszarowi Tyłowemu, zaś od połowy sierpnia 9 Armii. W listopadzie 1943 roku batalion przeniesiono do okupowanych Włoch, gdzie na pocz. 1944 r. wszedł w skład jednego z pułków 194 Dywizji Grenadierów. Następnie w składzie 71 Dywizji Piechoty został przerzucony na Węgry, stając się tam wkrótce samodzielnym oddziałem wojskowym pod nazwą Russisches Bataillon 616. Podlegał 14 Armii.